# Matrice passive

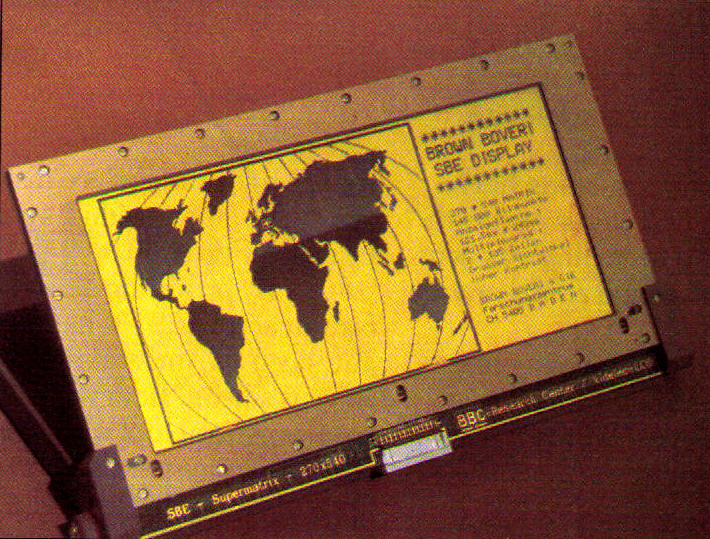
Matrice passive

La matrice passive est une technique d'écran rencontrée sur les portables. Longtemps de piètre qualité, elle a réalisé d'importants progrès. Moins performante que la matrice active, elle présente néanmoins une qualité de lecture acceptable, et son principal avantage est d'être moins consommatrice en énergie et moins chère à produire.